# Figueiral (Paul)
Figueiral es una localidad caboverdiana del municipio de Paul.

## Geografía
La localidad está situada en la isla de Santo Antão.

## Organización territorial
La localidad abarca los lugares y barrios de:
- Bacota
- Batatal
- Cabo de Figueiral
- Canto de Vinha
- Chã Clara
- Chã de Canela
- Chupadouro
- Espanadeiro
- Junta
- Lombinho Baixo
- Lombinho de Cima
- Lombo de Feijoal Branco
- Lombo de Julio
- Lombo de Luzia
- Lombo Morro
- Quintal
- Recanto
- Ribeiro de Água
- Santana
- Várzea de Baixo
- Várzea de Cima